# Becky Parker
Becky Parker est une physicienne britannique et professeure de physique basée dans le Kent. Elle est professeure invitée à l'École de physique et d'astronomie de l'Université Queen Mary de Londres.

## Première vie et éducation
Becky Parker obtient un diplôme de physique à l'Université du Sussex en 1980 avant de déménager à Chicago pour terminer en tant que Borg Warner Fellow pour la maîtrise en fondements conceptuels de la science,.Elle travaille dans le groupe de Bob Geroch, avec Subrahmanyan Chandrasekhar assistant à l'un de ses séminaires.

## Recherche et carrière
Pendant ses études à Chicago, Parker est consterné par le manque de femmes en physique. Après avoir passé un été à travailler au Adler Planetarium, elle retourne à l'Université du Sussex pour terminer un certificat post grad afin d'encourager davantage d'écolières à l'étudier.
Becky Parker est responsable de la physique à la Simon Langton Grammar School for Boys à Canterbury, Kent, qui accepte les filles en sixième . Au moment où Becky Parker y enseigne, on estime que 2 % de la cohorte de femmes inscrites dans des études universitaires de premier cycle à travers le Royaume-Uni avaient fréquenté l'école. De 2002 à 2005, elle est maître de conférences à l'École des sciences physiques de l'Université du Kent à Canterbury, et est également la première agente de sensibilisation de l'école, chargée de lancer son programme de sensibilisation à une époque où l'admission au premier cycle en physique et chimie diminuait dans l'ensemble du secteur universitaire britannique. Depuis, elle agit à titre de conseillère auprès de musées, de jurys d'examen et de comités pédagogiques,. En 2010, Becky Parker est répertoriée par la campagne Women in Science and Engineering (WISE) comme une «femme Brian Cox».
En 2014, Becky Parker reçoit une bourse honoraire de l'Institut de physique pour ses contributions à l'enseignement de la physique.

## L'Institut de recherche en milieu scolaire
L'intérêt de Becky Parker pour la recherche scolaire a commencé en 2007 lors d'un voyage scolaire au CERN, lorsque ses élèves sont inspirés pour participer à un concours Surrey Satellite Technology afin de concevoir une expérience spatiale,. Après de nombreux projets de recherche réussis à la Simon Langton Grammar School for Boys, Becky  Parker ouvre un centre, le Langton Star Centre.
L'Institute for Research in Schools, une organisation caritative nationale qui aide les étudiants et les enseignants à s'engager dans une recherche collaborative et authentique dans un éventail de disciplines scientifiques, est officiellement lancée en mars 2016 par Becky Parker. Elle se rend compte au cours de sa propre carrière universitaire que davantage d'écoliers devraient être impliqués dans la recherche scientifique, les jeunes étant reconnus pour leur innovation et leur intelligence.
Ce qui commence comme un projet d'astrophysique, avec des groupes scolaires utilisant le télescope Faulkes pour faire leurs propres observations astrophysiques, est devenu quelque chose de beaucoup plus élaboré. Aujourd'hui, un projet phare IRIS permet aux élèves des écoles de collaborer avec le CERN, soutenu par le Science and Technology Facilities Council du Royaume-Uni, l'Institut de physique et SEPnet. Le Dr Jonathan Eastwood de l'Imperial College de Londres décrit un détecteur de rayons cosmiques d'un nouveau style conçu par des écoliers comme la "dernière installation spatiale du Royaume-Uni", Pour construire le détecteur, Becky Parker a levé plus de 60 000 £, en utilisant les fonds initiaux du British National Space Centre, La NASA est intéressée par le détecteur qu'elle en emmène plusieurs à la Station spatiale internationale,,. Les données sont collectées, analysées et traitées par des étudiants qui sont en train de passer leur GCSE. "Genomic Decoders", lancé en partenariat avec le Wellcome Genome Campus, se concentre sur la toute première annotation du génome du trichocéphale humain parasite.
Depuis son lancement, IRIS se développe, offrant plusieurs véritables opportunités de recherche pour les scolaires. Depuis son lancement, IRIS a depuis reçu une attention médiatique considérable et l'ancien rôle de Becky Parker en tant que directeur,,,. Il est présenté comme preuve pour le rapport du Comité spécial des sciences et de la technologie de la Chambre des communes de 2017 sur la communication et l'engagement scientifiques.

## Prix
- 2008 - MBE dans les honneurs d'anniversaire de la Reine[2]
- 2009 - Médaille et prix Lawrence Bragg de l'Institut de physique[27]
- 2012 - Médaille Patrick Moore de la Royal Astronomical Society[15]